# M 582
M 582 war ein Minensuchboot der deutschen Kriegsmarine, das 1919 als M 82 von der Reichsmarine in Dienst gestellt und 1925 zum Flottentender umgebaut wurde, von 1929 bis 1940 unter dem Namen Jagd fuhr und ab 1940 mit der Nummer M 582 wieder als Minensuchboot diente.

## Bau und Technische Daten
Das Boot lief am 8. September 1919 als Minensuchboot M 82 bei der Seebeck-Werft in Geestemünde vom Stapel und wurde am 8. November 1919 in Dienst gestellt. Es gehörte zum Typ Minensuchboot 1916 der ehemaligen Kaiserlichen Marine und wurde von der Reichsmarine übernommen. Die Boote dieses Typs waren 59,30 m lang und 7,30 m breit, hatten 2,23 m Tiefgang und verdrängten maximal 553 t. Sie waren mit zwei 8,8-cm-Geschützen L/30 bewaffnet und konnten bis zu 30 Minen mitführen. Zwei Verbunddampfmaschinen mit dreifacher Dampfdehnung und zusammen 1850 PS verliehen ihnen eine Höchstgeschwindigkeit von 16,0 Knoten. Die Boote hatten bei 14 Knoten Marschgeschwindigkeit einen Aktionsradius von 2000 Seemeilen.

## Geschichte
Das Boot gehörte anfangs zur IV. Ostsee-Minensuchflottille, die am 4. August 1920 aufgelöst wurde. Dann wurde es Führerboot der III. Flottille. Als diese am 9. November 1921 ebenfalls aufgelöst wurde, kam das Boot als Führungsboot zur 5. Halbflottille. Am 31. August 1922 wurde es außer Dienst gestellt.
Nach einigen Umbauten wurde das Boot am 15. April 1925 als Tender für die II. Torpedobootsflottille wieder in Dienst gestellt. Am 11. März 1929 erfolgte die Umbenennung in Jagd. Am 28. März 1930 wurde das Boot erneut außer Dienst gestellt.
Am 1. Juli 1934 wurde das Boot erneut in Dienst gestellt und wurde Tender beim Führer der Torpedoboote (FdT). Vom 1. April 1937 bis zum 15. Juli 1938 unterstand es dem Führer der U-Boote (FdU), kehrte dann wieder zum FdT zurück. Ab 24. August 1939 wurde in Cuxhaven auf der Jagd der Stab des Führers der Minensuchboote West (FdM West) eingerichtet, und bei Kriegsbeginn diente das Boot dem FdM West als Führungsboot. Im Oktober 1939 verlegte das Boot nach Swinemünde, später nach Aarhus, wo es bis April 1940 dem FdM Ost, Konteradmiral Hans Stohwasser, und seinem Stab als Führungsboot diente. Danach kam es wieder als Tender zum FdT.
Ende Juni 1940 wurde das Boot mit seiner neuen Bezeichnung M 582 der 4. Minensuchflottille zugeteilt. Es diente bis Juni 1941 im Raum Niederlande, nahm im Juni 1941 beim Angriff auf die Sowjetunion an der Eroberung der baltischen Inseln Ösel und Dagö teil, und versah danach Geleit- und Minensuchdienst an der Atlantikküste und von 1942 bis 1945 an der norwegischen Westküste.
Nach Kriegsende diente das Boot beim Deutschen Minenräumdienst, in der 40. Minensuchflottille der 3. Minenräumdivision (Kopenhagen). Am 10. Dezember 1947 wurde es der Office of Military Government for Germany übertragen, kam am 15. Juni 1948 als Wohnschiff in den Besitz des Erfurter Samenverbandes und  wurde 1954 abgewrackt.